# KTurtle
KTurtle (K від KDE; Turtle, укр. черепашка) — освітнє середовище програмування, що входить в пакет освітніх програм KDE Edutainment Project. Поширюється на умовах GNU General Public License.
KTurtle пропонує простий спосіб вивчення програмування, призначений для дітей. Мова програмування, що використовується в KTurtle, базується на мові Logo і може використовувати українські ключові слова.
Розробниками заплановано видання повністю оновленої, першої версії KTurtle після виходу KDE 4.